# 薩克利夫 (內華達州)
薩克利夫（英語：Sutcliffe）是位於美國內華達州瓦肖縣的普查規定居民點。

## 歷史
薩克利夫的郵局於1929年設立，其後於1940年停運。

## 人口
根據2020年美國人口普查的數據，薩克利夫的面積為25.89平方千米，皆為陸地。當地共有人口282人，而人口密度為每平方千米10.89人。